# 39 Lekka Brygada Pancerna (ZSRR)
39 Lekka Brygada Pancerna (ros. 39-я танковая бригада) – pancerny związek taktyczny Armii Czerwonej.
Brygada wzięła udział w kampanii wrześniowej w składzie 3 Armii.

## Struktura organizacyjna
W 1939
- 85 batalion czołgów
- 97 batalion czołgów
- 98 batalion czołgów
- 100 batalion czołgów
- 232 batalion rozpoznawczy
- 321 batalion transportowy
- 275 batalion remontowy

## Dowódcy brygady
- kombrig Dmitrij Daniłowicz (był w 1939)[3]